# Воробйов Олександр Сергійович
Олекса́ндр Сергі́йович Воробйов (*5 жовтня 1984, м. Дніпродзержинськ, Дніпропетровська область,) — український гімнаст. Бронзовий призер Літніх Олімпійських Ігор в Пекіні. Заслужений майстер спорту.
Проживає в м. Луганську, закінчив Луганський державний педагогічний університет. Представник спортивних товариств «Україна» — «Динамо» (Луганськ). Одружений, має сина. Зріст — 158 см, вага — 55 кг. Тренери: Олександр Горін, Ігор Коробчинський.

## Спортивні досягнення
- 2006 — Кубок світу — 2-е місце (кільця).
- 2007 — Чемпіонат Європи — 1-е місце (кільця).
- 2007 — Чемпіонат України — 1-е місце (кільця).
- 2008 — Кубок України — 1-е місце (кільця).
- 2008 — Олімпійські ігри в Пекіні, — 3-є місце (кільця). Одержав від суддів 16.325 бала й програв представникам Китаю — Ченю Ібіну і Яну Вею[2].

## Державні нагороди
- Орден «За мужність» III ст. (4 вересня 2008) — за досягнення високих спортивних результатів на XXIX літніх Олімпійських іграх в Пекіні (Китайська Народна Республіка), виявлені мужність, самовідданість та волю до перемоги, піднесення міжнародного авторитету України[3]
- Медаль «За працю і звитягу» (6 вересня 2007) — за вагомий особистий внесок у розвиток та популяризацію фізичної культури і спорту в Україні, досягнення високих спортивних результатів на XXIV Всесвітній літній Універсіаді 2007 року у м. Бангкок (Таїланд), зміцнення міжнародного авторитету Української держави[4]
- Лауреат Премії Кабінету Міністрів України за особливі досягнення молоді у розбудові України (2009)[5].